# Towada (jezero)
Towada (japonsky 十和田湖, とわだこ, [Towadako]) je kráterové jezero na ostrově Honšú v Japonsku. Nachází se na pomezí mezi prefekturami Aomori a Akita, leží 400 m nad mořem, je hluboké 327 m a odtéká z něj řeka Oirase. Jezero se rozpíná na 61,1 km2. Towada je dvanáctým největším jezerem v Japonsku. Výrazně modrá barva je zapříčiněná velkou hloubkou jezera. Jezero je zhruba kulaté se dvěma poloostrovy, které se táhnou od jižního břehu do cca jedné třetiny jezera. Jezero je oblíbenou turistickou destinací.

## Umístění

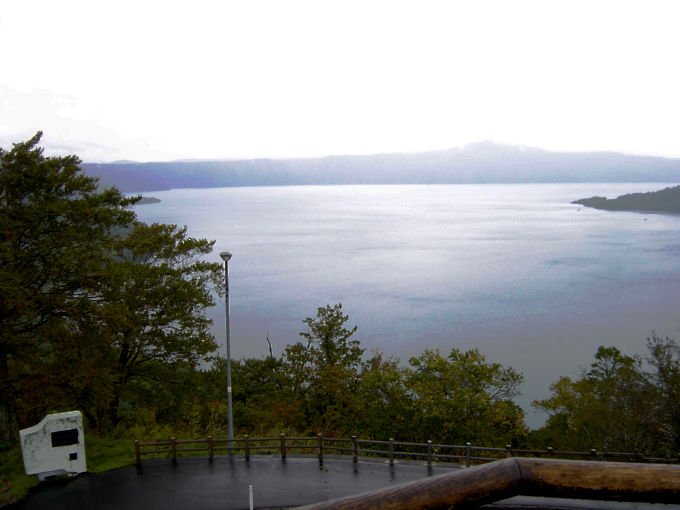
Jezero Towada

Jezero Towada se nachází zhruba 540 km severovýchodně od Tokia. Je rozděleno mezi obcemi Towada, Aomori, Kosaka a Akita. Jezero tvoří část severní oblasti národního parku Towada-Hačimantai.

## Geologie
Jezero zabírá kalderu stratovulkánu, který je stále považován za aktivní. Tento vulkán se stal aktivním asi 200 000 let zpátky a díky opakovaným erupcím a pyroklastickému proudu, zejména před 55 000, 36 000 a 15 000 lety, vytvořily kalderu o průměru 11 km spolu s proto-jezerem Towada.  Přibližně před 15 000 až 12 000 lety vytvořily erupce malý stratovulkán uvnitř této kaldery (hora Gošikiiwa). Střední eruptivní aktivita pokračovala a od doby před 11 000 lety do současnosti došlo k nejméně osmi erupcím magmatu. Lávový dóm Ogurajama vznikl přibližně před 7 600 lety na severovýchodním svahu sopky Gošikiiwa. Odhaduje se, že lávový dóm Mokadoiši se objevil před 12 000 a 2 800 lety. Kolaps těchto sekundárních lávových dómů přibližně před 5 400 lety dal jezeru jeho zřetelný tvar a zátoka mezi jeho dvěma poloostrovy (nazývaná „Nakaumi‟) je pozůstatkem sekundární kaldery, která vybuchla a zhroutila se.

## Hydrologie
Podle Národního institutu pro environmentální studia Japonska je cyklus výměny vody jezera Towada přibližně 8,5 let. Povodí jezera se rozkládá na ploše 129 km2. Oblast jezera je napájena asi ze sedmdesáti řek, z nichž polovina je přerušovaná. Řeka Oirase, která se vlévá do Tichého oceánu, je jediným odtokem.

## Historie
Věří se, že jméno jezera pochází z jazyka ainu ze slova to watara (ト ワタラ), jež doslovně znamená „skalnaté jezero‟.
Podle legendárního vyprávění z období Jamato navštívil jezero Towada během jedné ze svých výprav na sever generál Sakanoue Tamuramaro, aby si podrobil kmeny Emiši, a v roce 807 n. l. postavil na východním břehu poloostrova Nakajama malou šintoistickou svatyni zasvěcenou Jamatovi Takeruovi. Hora pokračovala v erupcích a poslední zaznamenaná erupce se odehrála v roce 915 n. l. v kaldeře Nakaumi, která zpustošila okolí pyroklastickými proudy a lahary a pokryla většinu japonského regionu Tóhoku sopečným popelem, což vedlo k neúrodě, klimatickým změnám a hladomorům.
V období Heian a Kamakura byla oblast divočinou a místem modliteb a výcviku Jamabuši, včetně uctívání Suidžina, kami vody, který je spojen s azurovým drakem, legendárním strážcem jezera. Odtud pochází další název svatyně: Towadasan Seirjú daigongen.
Oblast kolem jezera Towada zůstala z velké části pustá až do konce období Edo, kdy se klan Nanbu z panství Morioka pokusil o rozsáhlé meliorační projekty v Sanbongihaře (dnešní Towada) s využitím řeky Oirase k zavlažování. V roce 1903 byli do jezera Towada vysazeni pstruzi, a to především díky úsilí Wainaie Sadajukiho. V jezeře nyní žije také pstruh duhový, losos třešňový, kapr, karas a japonský úhoř. Okolní lesy jsou mírně listnaté a tvoří je především bříza Ermanova a buk Sieboldův.
V roce 1927 bylo jezero vybráno tokijskými novinami Niči niči šinbun a Ósaka mainiči šinbun jako jedna z osmi scénických vyhlídek Japonska. V roce 1936 se jezero a jeho okolí stalo součástí národního parku Towada-Hačimantai.
V roce 1953 byla na břehu jezera v rámci oslav 15. výročí založení parku odhalena socha dvou žen nazvaná „Panenská socha“ od Kótaróa Takamury, která měla jezero a park zpopularizovat. Bylo to poslední dílo tohoto sochaře.
Válečný letoun Tačikawa Ki-54 japonského císařského armádního letectva, který havaroval v roce 1943, byl 13. srpna 2010 nalezen na dně jezera Towada. Vyzdvižen byl 5. září 2012 a byl vystaven.

## Aktivity
Symbol jezera, socha Otome-no-zo, se nachází v centrální části města Jasumija. Odtud přijíždějí a odjíždějí výletní lodě. V Utarube se návštěvníci mohou plavit na kánoích a nebo tábořit.